# Primeira República Portuguesa
A Primeira República Portuguesa (também referida como República Parlamentar) e cujo nome oficial era apenas República Portuguesa, foi o sistema político vigente em Portugal após a queda da Monarquia Portuguesa, entre a revolução republicana de 5 de outubro de 1910 e o golpe de 28 de maio de 1926, que deu origem à Ditadura Militar, mais tarde Ditadura Nacional e posteriormente Estado Novo.
A República legislou sobre o divórcio, proteção de filhos ilegítimos, direito à greve, descanso semanal e horário de trabalho, entre outros. Apostou-se na formação de professores primários, sem grande sucesso, e na criação da Universidade de Lisboa, Universidade do Porto e ensino técnico.
Foi caracterizada pelas lutas entre o governo e a Igreja Católica, assim como, por divergências internas entre os mesmos republicanos, maçons e carbonários, que originaram a revolução de 5 de Outubro.
Neste período de 16 anos houve sete parlamentos, oito presidentes da República, 45 governos, 40 chefias de governo (um presidente do Governo Provisório e 38 presidentes do Ministério), duas presidências do Ministério que não chegaram a tomar posse, dois presidentes do Ministério interinos, uma junta constitucional, uma junta revolucionária e um ministério investido na totalidade do poder executivo. Foi caracterizada por convulsões sociais, instabilidade económica e violência política.

## A República

### Constituição e interpretações
Uma Constituição republicana foi aprovada em 1911, inaugurando um regime parlamentar com poderes presidenciais reduzidos e duas câmaras do parlamento. A constituição geralmente concedia liberdades civis plenas, as liberdades religiosas dos católicos eram uma exceção.
No que diz respeito à Revolução de Outubro de 1910, vários estudos valiosos foram feitos, o primeiro entre os quais classifica a tese polémica de Vasco Pulido Valente. Este historiador postulou a natureza jacobino e urbana da revolução levada a cabo pelo Partido Republicano Português e afirmou que o PRP tinha transformado o regime republicano numa ditadura de facto. Esta visão colide com uma interpretação mais antiga da Primeira República como um regime progressista e cada vez mais democrático que apresentou um claro contraste com a Ditadura de Salazar. [Oliveira Marques, 1991]

### Religião
A Primeira República foi intensamente anticlerical. Os líderes da República eram secularistas e, na verdade, estavam seguindo a tradição liberal de desestabilizar o poderoso papel que a Igreja Católica já exerceu. O historiador Stanley Payne aponta: "A maioria dos republicanos assumiu a posição de que o catolicismo era o inimigo número um do radicalismo individualista de classe média e deve ser completamente quebrado como fonte de influência em Portugal". Sob a liderança de Afonso Costa, o ministro da justiça, a revolução imediatamente atacou a Igreja Católica: igrejas foram saqueadas, conventos foram atacados e clero foi assediado. Mal havia sido instalado o governo provisório quando começou a dedicar toda a sua atenção a uma política antirreligiosa, apesar da desastrosa situação económica. Em 10 de outubro — cinco dias após a inauguração da República — o novo governo decretou que todos os conventos, mosteiros e ordens religiosas seriam suprimidos. Todos os moradores de instituições religiosas foram expulsos e seus bens confiscados. Os jesuítas foram forçados a perder sua cidadania portuguesa. Uma série de leis e decretos anticatólicos se sucederam em rápida sucessão. No dia 3 de novembro, uma lei legalizando o divórcio foi aprovada e depois houve leis para reconhecer a legitimidade das crianças nascidas fora do casamento, autorizar a cremação, secularizar os cemitérios, suprimir o ensino religioso nas escolas e proibir o uso da batina. Além do que, além do mais, o toque dos sinos da igreja para sinalizar os tempos de adoração foi sujeito a certas restrições, e a celebração pública das festas religiosas foi suprimida. O governo também interferiu na realização de seminários, reservando o direito de nomear professores e determinar currículos. Toda esta série de leis de autoria de Afonso Costa culminou na Lei da Separação do Estado das Igrejas aprovada por decreto com força de lei, de 20 de abril de 1911.
Os republicanos eram anticlericais e tinham uma abordagem "hostil" à questão da separação entre a Igreja e o Estado, como a da Revolução Francesa, e a futura Constituição Mexicana de 1917 e a Constituição Espanhola de 1931. Em 24 de maio de 1911, o Papa Pio X publicou a encíclica Iamdudum que condenava o anticlericalismo da nova república pela privação das liberdades civis religiosas e pela "incrível série de excessos e crimes que foram promulgados em Portugal para a opressão da Igreja".

### Os partidos políticos
O PRP teve que suportar a secessão de seus elementos mais moderados, que formaram partidos republicanos conservadores, como o Partido Evolucionista e a União Republicana. Apesar dessas divisões, o PRP, liderado por Afonso Costa, preservou seu domínio, em grande parte devido a uma marca de políticas clientelistas herdadas da monarquia. Em vista dessas táticas, várias forças da oposição recorreram à violência para aproveitar os frutos do poder. Há poucos estudos recentes deste período da existência da República, conhecida como a República "antiga". No entanto, um ensaio de Vasco Pulido Valente, derivado da sua tese de doutoramento em Oxford, deve ser consultado, assim como se mostra útil a tentativa de estabelecer o respectivo contexto político, social e económico que Manuel Villaverde Cabral realizou (1988).
A República repeliu um ataque monarquista a Chaves em 1912.
Veja Também: Portugal na Primeira Guerra Mundial
O PRP considerou a eclosão da Primeira Guerra Mundial como uma oportunidade única para alcançar uma série de objetivos: pôr fim às ameaças gémeas de uma invasão espanhola de Portugal e da ocupação estrangeira das colónias e, no nível interno, criar uma consenso nacional em torno do regime e até mesmo em torno do partido. Estes objetivos domésticos não foram atingidos, uma vez que a participação no conflito não foi objeto de um consenso nacional e, portanto, não serviu para mobilizar a população. Ocorreu exatamente o oposto: as linhas existentes de fratura política e ideológica foram aprofundadas pela intervenção de Portugal na Primeira Guerra Mundial. A falta de consenso em torno da intervenção de Portugal, por sua vez, tornou possível o surgimento de duas ditaduras, lideradas pelo general Pimenta de Castro (janeiro-maio de 1915) e Sidónio Pais (dezembro de 1917 a dezembro de 1918).

### Instabilidade financeira
A instabilidade financeira que vinha da Monarquia perdurou durante a República, mas com vários esforços de sucesso ao seu combate. Em 1912, Afonso Costa consegue melhorar as contas públicas, mas a 1ª Guerra Mundial vem perturbar os esforços orçamentais. Novos esforços de melhorar as contas públicas conseguem que "em 1926 já quase que não havia défice" Salazar que ascenderia a Ministro das Finanças durante a ditadura militar e colheria os louros das contas certas, beneficiaria deste esforço durante a República. A instabilidade financeira e a austeridade associada como resposta contribui para fortes distúrbios sociais e para a erosão ou falta de adesão do apoio da República.

## Etapas

### A "República Nova"
O Sidonismo, também conhecido como Dezembrismo, despertou um forte interesse entre os historiadores, em grande parte como resultado dos elementos da modernidade que ele continha. António José Telo deixou claro o modo como este regime antecedeu algumas das soluções políticas inventadas pelas ditaduras totalitárias e fascistas das décadas de 1920 e 1930. Sidónio Pais levou a cabo o resgate dos valores tradicionais, nomeadamente o da 'Pátria', e tentou governar de forma carismática. A mudança foi feita para abolir partidos políticos tradicionais e alterar o modo existente de representação nacional no Parlamento (o que, dizia-se, agravava divisões no seio da Pátria), através da criação de um Senado corporativo, a fundação de um partido único (o Partido Nacional Republicano, não oficialmente chamado de Partido Sidonista), e a atribuição de uma função mobilizadora ao Líder. O Estado esculpiu para si um papel economicamente intervencionista, reprimindo, ao mesmo tempo, os movimentos operários e os republicanos de esquerda. Sidónio Pais também tentou restaurar a ordem pública e superar, finalmente, algumas das fendas do passado recente, tornando a República mais aceitável para os monarquistas ("monárquicos", ainda hoje, em português europeu) e católicos.

### Retorno para a "República Velha"
O vácuo de poder criado pelo assassinato de Sidónio Pais em 14 de dezembro de 1918 levou o país a uma breve guerra civil. A restauração da monarquia foi proclamada no norte de Portugal, como a Monarquia do Norte, em 19 de janeiro de 1919 e, quatro dias depois, uma insurreição monarquista eclodiu em Lisboa. Um governo republicano de coligação, liderado por José Relvas, coordenou a luta contra os monarquistas com unidades leais do exército e civis armados. Após uma série de confrontos, os monarquistas foram definitivamente expulsos do Porto em 13 de fevereiro de 1919. Esta vitória militar permitiu ao PRP retornar ao governo e emergir triunfante das eleições realizadas no final daquele ano, tendo conquistado a maioria absoluta.
Foi durante esta restauração da "velha" República que uma tentativa de reforma foi realizada para fornecer ao regime maior estabilidade. Em Agosto de 1919 foi eleito um presidente conservador — António José de Almeida (cujo partido evolucionista reunira em tempo de guerra com o PRP para formar uma União Sagrada imperfeita, porque incompleta) — e o seu gabinete recebeu o poder de dissolver o Parlamento. Relações com a Santa Sé, restauradas por Sidónio Pais, foram preservadas. O presidente usou seu novo poder para resolver uma crise de governo em maio de 1921, nomeando um governo liberal (o Partido Liberal sendo o resultado da fusão dos evolucionistas e unionistas no pós-guerra) para preparar as próximas eleições. Estas foram realizadas em 10 de julho de 1921, com a vitória, como era geralmente o caso, para o partido no poder. No entanto, o governo liberal não durou muito tempo. Em 19 de Outubro, foi pronunciada uma pronunciação militar durante a qual — e aparentemente contra a vontade dos líderes do golpe — foram assassinadas várias proeminentes figuras conservadoras, incluindo o primeiro-ministro António Granjo. Este evento, conhecido como a "noite de sangue" deixou uma ferida profunda entre as elites políticas e a opinião pública. Não poderia haver maior demonstração da fragilidade essencial das instituições da República e prova de que o regime era democrático apenas no nome, uma vez que nem sequer admitia a possibilidade da rotação em poder característica dos regimes elitistas do século XIX.
Uma nova rodada de eleições em 29 de janeiro de 1922 inaugurou um novo período de estabilidade, uma vez que o PRP mais uma vez emergiu do concurso com uma maioria absoluta. O descontentamento com esta situação não havia, no entanto, desaparecido. Numerosas acusações de corrupção, e o fracasso manifesto em resolver questões sociais urgentes, desgastaram os líderes do PRP, tornando os ataques da oposição mais fatais. Ao mesmo tempo, além disso, todos os partidos políticos sofreram com o crescente combate interno entre facções, especialmente com o próprio PRP. O sistema partidário foi fraturado e desacreditado. Isso é claramente demonstrado pelo fato de que as vitórias regulares do PRP nas urnas não levaram a um governo estável. Entre 1910 e 1926, havia quarenta e cinco governos. A oposição dos presidentes para os governos de partido único, dissidência interna dentro do PRP, a disciplina interna quase inexistente do partido, e seu desejo constante e irracional de agrupar e liderar todas as forças republicanas tornaram praticamente impossível qualquer tarefa do governo. Muitas fórmulas diferentes foram tentadas, incluindo governos de partido único, coalizões e executivos presidenciais, mas nenhum foi bem-sucedido. A força era claramente o único meio aberto à oposição se quisesse aproveitar os frutos do poder.
Em meados da década de 1920, as cenas domésticas e internacionais começaram a favorecer outra solução autoritária, na qual um executivo fortalecido poderia restaurar a ordem política e social. Desde que a rota constitucional da oposição ao poder foi bloqueada pelos vários meios utilizados pelo PRP para se proteger, ela se voltou para o exército em busca de apoio. As forças armadas, cuja consciência política cresceu durante a guerra, e cujos líderes não perdoaram o PRP por enviá-los para uma guerra que eles não queriam combater, parecia representar, para as forças conservadoras, o último bastião de "ordem" contra o "caos" que estava dominando o país. Ligações foram estabelecidas entre figuras conservadoras e oficiais militares, que acrescentaram suas próprias demandas políticas e corporativas à já complexa equação. Óscar Carmona, que se recusou a cumprir seus deveres e defendeu a absolvição de conspiradores golpistas.

## Tentativas de golpe contra a República

### Tentativas de restaurar a Monarquia
Em 1912 Henrique Mitchell de Paiva Couceiro atacou Chaves e em 1919 liderou uma tentativa armada de reinstaurar a Monarquia que ficou conhecida por Monarquia do Norte, ambas derrotadas. 

### 28 de maio e a instauração da ditadura militar
A Revolução de 28 de maio de 1926 contra o último governo do Partido Republicano de António Maria da Silva contou com o apoio da maioria das unidades do exército e até da maioria dos partidos políticos. Como havia sido o caso em dezembro de 1917, a população de Lisboa não se levantou para defender a República, deixando-a à mercê do exército. Há poucos estudos globais e atualizados sobre essa turbulenta terceira fase da existência da República. No entanto, muito tem sido escrito sobre a crise e queda do regime e do movimento 28 de maio;.
O período da ditadura militar antecederia o que se chamaria o Estado Novo, sendo ambos conjuntamente referidos como ditadura.

## Presidentes do Ministério
- Teófilo Braga (5 de outubro de 1910 a 3 de setembro de 1911) – 333 dias
- João Chagas (3 de setembro a 12 de novembro de 1911) – 70 dias
- Augusto de Vasconcelos (12 de novembro de 1911 a 16 de junho de 1912) – 217 dias
- Duarte Leite (16 de junho de 1912 a 9 de janeiro de 1913) – 207 dias[Nota 1]
- Augusto de Vasconcelos (interinamente de 23 a 30 de setembro de 1913) – 7 dias
- Afonso Costa (9 de janeiro de 1913 a 9 de fevereiro de 1914) – 1 ano e 31 dias
- Bernardino Machado (9 de fevereiro a 12 de dezembro de 1914) – 306 dias
- Vítor Hugo de Azevedo Coutinho (12 de dezembro de 1914 a 25 de janeiro de 1915) – 44 dias
- Joaquim Pimenta de Castro (25 de janeiro a 14 de maio de 1915) – 109 dias
- Junta Constitucional (14 a 15 de maio de 1915) – 1 dia
- José Norton de Matos
- António Maria da Silva
- José de Freitas Ribeiro
- Alfredo de Sá Cardoso
- Álvaro de Castro
- João Chagas (15 a 29 de maio de 1915; não tomou posse) – 2 dias[Nota 2]
- José de Castro (interinamente de 17 a 29 de maio de 1915) – 12 dias
- José de Castro (29 de maio a 29 de novembro de 1915) – 184 dias
- Afonso Costa (29 de novembro de 1915 a 15 de março de 1916) – 107 dias
- António José de Almeida (16 de março de 1916 a 25 de abril de 1917) – 1 ano e 39 dias[Nota 3] – "Ministério da União Sagrada"
- Afonso Costa (interinamente de 4 a 5 de setembro de 1915) – 1 dia
- Afonso Costa (25 de abril a 8 de dezembro de 1917) – 188 dias[Nota 4]
- José Norton de Matos (interinamente de 7 a 25 de outubro e de 18 de novembro a 8 de dezembro de 1917) – 37 dias
- Junta Revolucionária (8 a 11 de dezembro de 1917) – 3 dias
- Sidónio Pais
- António Machado Santos
- Feliciano da Costa
- Sidónio Pais (11 de dezembro de 1917 a 14 de dezembro de 1918) – 1 ano e 3 dias
- Governo (14 a 15 de dezembro de 1918) – 1 dia
- António Bernardino Ferreira
- Jorge Couceiro da Costa
- João Tamagnini Barbosa
- Álvaro César de Mendonça
- João do Canto e Castro
- António Egas Moniz
- João Alberto Azevedo Neves
- Alexandre Vasconcelos e Sá
- Alfredo Magalhães
- Henrique Forbes Bessa
- José João da Cruz Azevedo
- Eduardo Fernandes de Oliveira
- João do Canto e Castro (interinamente entre 15 e 23 de dezembro de 1918) – 8 dias
- João Tamagnini Barbosa (23 de dezembro de 1918 a 27 de janeiro de 1919) – 35 dias
- José Relvas (27 de janeiro a 30 de março de 1919) – 62 dias
- Domingos Pereira (30 de março a 29 de junho de 1919) – 91 dias
- Alfredo de Sá Cardoso (29 de junho de 1919 a 15 de janeiro de 1920) – 200 dias
- Francisco Fernandes Costa (15 de janeiro de 1920; não tomou posse) – menos de 1 dia
- Alfredo de Sá Cardoso (15 a 21 de janeiro de 1920; reconduzido) – 5 dias
- Domingos Pereira (21 de janeiro a 8 de março de 1920) – 47 dias
- António Maria Baptista (8 de março a 6 de junho de 1920) – 90 dias
- José Ramos Preto (6 a 26 de junho de 1920) – 20 dias
- António Maria da Silva (26 de junho a 19 de julho de 1920) – 23 dias
- António Granjo (19 de julho a 20 de novembro de 1920) – 124 dias
- Álvaro de Castro (20 a 30 de novembro de 1920) – 10 dias
- Liberato Pinto (30 de novembro de 1920 a 2 de março de 1921) – 273 dias
- Bernardino Machado (2 de março a 23 de maio de 1921) – 82 dias
- Tomé de Barros Queirós (23 de maio a 30 de agosto de 1921) – 99 dias
- António Granjo (30 de agosto a 19 de outubro de 1921) – 50 dias
- Manuel Maria Coelho (19 de outubro a 5 de novembro de 1921) – 17 dias
- Carlos Maia Pinto (5 de novembro a 16 de dezembro de 1921) – 41 dias
- Francisco Cunha Leal (16 de dezembro de 1921 a 6 de fevereiro de 1922) – 52 dias
- António Maria da Silva (6 de fevereiro de 1922 a 15 de novembro de 1923) – 1 ano e 282 dias
- António Ginestal Machado (15 de novembro a 18 de dezembro de 1923) – 33 dias
- Álvaro de Castro (18 de dezembro de 1923 a 6 de julho 1924) – 201 dias
- Alfredo Rodrigues Gaspar (6 de julho a 22 de novembro de 1924) – 139 dias
- José Domingues dos Santos (22 de novembro de 1924 a 15 de fevereiro de 1925) – 85 dias
- Vitorino Guimarães (15 de fevereiro a 1 de julho de 1925) – 136 dias
- António Maria da Silva (1 de julho a 1 de agosto de 1925) – 31 dias
- Domingos Pereira (1 de agosto a 17 de dezembro de 1925) – 138 dias
- António Maria da Silva (17 de dezembro de 1925 a 30 de maio de 1926) – 164 dias

## Avaliação da experiência e legado republicano
A Primeira República continua a ser objeto de um intenso debate que é impossível resumir nesses parágrafos. No entanto, pode-se distinguir três interpretações principais. Para alguns historiadores, a Primeira República foi um regime progressista e cada vez mais democrático. Para outros, foi essencialmente um prolongamento dos regimes liberais clássicos do século XIX. Um terceiro grupo, finalmente, escolhe destacar a natureza revolucionária, jacobina e ditatorial do regime.
A maioria dos historiadores enfatizou o fracasso e o colapso do sonho republicano na década de 1920. José Miguel Sardica em 2011 resumiu o consenso dos historiadores:
Em poucos anos, grandes partes das forças económicas, intelectuais, formadores de opinião e classe média mudaram da esquerda para a direita, trocando a utopia não cumprida de um republicanismo cívico e em desenvolvimento por noções de "ordem", "estabilidade" e "segurança". Para muitos que haviam ajudado, apoiado ou simplesmente aplaudido a República em 1910, esperando que a nova situação política reparasse as falhas da monarquia (instabilidade do governo, crise financeira, atraso económico e anomia civil), a conclusão a ser tirada, na década de 1920, foi que o remédio para doenças nacionais exigiu muito mais do que a simples remoção do rei... A Primeira República entrou em colapso e morreu como resultado do confronto entre esperanças elevadas e feitos escassos.
Sardica, no entanto, também aponta o impacto permanente do experimento republicano:
Apesar do seu fracasso global, a Primeira República dotou Portugal do século XX de um legado insuperável e duradouro — uma lei civil renovada, a base de uma revolução educacional, o princípio da separação entre Estado e Igreja, o império ultramarino, e uma forte cultura simbólica cujas materializações (a bandeira nacional, o hino nacional e a nomeação de ruas) ainda definem a identidade coletiva atual dos portugueses. O principal legado da República era, de facto, o da memória.